# Amanda Gorman
Amanda Gorman (ur. 7 marca 1998 w Los Angeles) – amerykańska poetka i aktywistka społeczna. W swojej twórczości skupia się na problematyce rasizmu i marginalizacji afroamerykańskiej społeczności w USA. 20 stycznia 2021 odczytała swój wiersz podczas inauguracji prezydenta Joego Bidena. Najmłodsza poetka, która wystąpiła podczas inauguracji prezydenta USA.

## Życiorys
Urodziła się w 1998 roku w Los Angeles. Studiowała socjologię na Uniwersytecie Harvarda. W 2015 roku wydała swój pierwszy zbiór poezji pod tytułem The One for Whom Food Is Not Enough. W 2017 roku otrzymała krajową nagrodę dla młodego poety. W swojej twórczości opowiada o rasizmie i marginalizacji afroamerykańskiej społeczności w USA.
20 stycznia 2021 podczas inauguracji Joego Bidena odczytała swój wiersz pod tytułem The Hill We Climb. Wiersz był inspirowany atakiem na Kapitol Stanów Zjednoczonych. Była najmłodszą poetką występującą podczas inauguracji prezydenta w historii USA.